# Harold Raistrick
Harold Raistrick (* 26. November 1890 in Pudsey; † 8. März 1971 in Felpham) war ein britischer Biochemiker.
Raistrick war der Sohn eines Mechanikers in einer Wollfabrik. Er studierte ab 1908 Chemie an der University of Leeds mit dem Bachelor-Abschluss (B. Sc.) 1912 sowie dem Master-Abschluss 1913 und an der University of Cambridge mit dem B.A. 1916. Danach untersuchte er den Aminosäure-Stoffwechsel von E. coli beim Medical Research Committee und wurde 1920 in Leeds promoviert (D. Sc.). Anschließend ging er zu Nobel Explosives in Ardeer, wo er über biochemische Herstellung von Glycerol und anderen Substanzen arbeitete. 1929 wurde er Professor für Biochemie an der Universität London, was er bis zur Emeritierung 1956 blieb.
Als Pionier in der Untersuchung des Stoffwechsels von Bakterien und Pilzen befasste er sich schon 1934 mit Penicillin, gab die Forschung aber wieder auf, da er es für chemisch instabil hielt. Er folgte damit Alexander Fleming, der nach der ersten Veröffentlichung 1929 ebenfalls die Forschung nicht weiterverfolgte, und dem Arzt Cecil Paine, der 1930 erfolgreich am Sheffield Hospital einige bakterielle Augeninfektionen mit Penicillin behandelte, dann aber ebenfalls wegen dessen Instabilität aufgab. Dass ein anerkannter Experte für die Biochemie von Pilzen wie Raistrick aufgab, trug auch dazu bei, andere Forscher zu entmutigen sich mit Penicillin zu befassen. Den eigentlichen Durchbruch erzielten Ende der 1930er Jahre Howard Walter Florey und Ernst Boris Chain. Im Zweiten Weltkrieg war Raistrick im Penicillin-Komitee und setzte seine Forschung daran fort.
1949 hielt er die Bakerian Lecture.